# Hemsjön (Skogs socken, Hälsingland)
Hemsjön är en sjö i Söderhamns kommun i Hälsingland och ingår i Skärjåns huvudavrinningsområde. Sjön är 15 meter djup, har en yta på 0,296 kvadratkilometer och är belägen 124,2 meter över havet. Sjön avvattnas av vattendraget Skärjån (Tönsån).

## Delavrinningsområde
Hemsjön ingår i det delavrinningsområde (677640-154368) som SMHI kallar för Utloppet av Hemsjön. Medelhöjden är 189 meter över havet och ytan är 5,79 kvadratkilometer. Räknas de 12 avrinningsområdena uppströms in blir den ackumulerade arean 49,57 kvadratkilometer. Avrinningsområdets utflöde Skärjån (Tönsån) mynnar i havet. Avrinningsområdet består mestadels av skog (91 procent). Avrinningsområdet har 0,3 kvadratkilometer vattenytor vilket ger det en sjöprocent på 5,2 procent.